# マディセン・ベイティ
マディセン・ベイティ（Madisen Beaty, 1995年2月28日 - ）は、アメリカ合衆国の女優である。映画『ベンジャミン・バトン 数奇な人生』（2008年）の10歳のデイジー役、『ザ・マスター』（2012年）のドリス役などで知られている。

## 生い立ちとキャリア
コロラド州センテニアルで生まれる。2008年にドラマ映画『ベンジャミン・バトン 数奇な人生』で10歳のデイジー役を務めて長編映画デビューを果たす。2010年にはテレビ映画『The Pregnancy Pact』でソーラ・バーチと共演する。また同年には『NCIS 〜ネイビー犯罪捜査班』のエピソード「国内テロ」にゲスト出演したことでヤング・アーティスト賞テレビシリーズゲストヤング女優賞を受賞する。
2012年にポール・トーマス・アンダーソン監督の映画『ザ・マスター』でフィリップ・シーモア・ホフマン、ホアキン・フェニックス、エイミー・アダムスと共演する。2015年11月、NBCの時代ドラマ『アクエリアス 刑事サム・ホディアック』の第2シーズンにレギュラーキャラクターのパトリシア・クレンウィンケル役でキャスティングされたことが発表された。2016年、彼女は西部劇スリラー『Outlaws and Angels』でチャド・マイケル・マーレイやルーク・ウィルソンと共演した。2019年公開のクエンティン・タランティーノ監督映画『ワンス・アポン・ア・タイム・イン・ハリウッド』では再びパトリシア・クレンウィンケルを演じた。

## フィルモグラフィ

### 映画
| 年   | 日本語題 原題                                                              | 役名                         | 備考       |
| ---- | -------------------------------------------------------------------------- | ---------------------------- | ---------- |
| 2006 | Uncloseted Skeletons                                                       | 若年期のクリスタ             | 短編映画   |
| 2007 | Steep                                                                      | 学校の子供                   | 短編映画   |
| 2008 | ベンジャミン・バトン 数奇な人生 The Curious Case of Benjamin Button        | デイジー・フラー (10歳)      |            |
| 2008 | Family Man                                                                 | ジュリー・ベッカー           | テレビ映画 |
| 2010 | The Pregnancy Pact                                                         | サラ・ドゥガン               | テレビ映画 |
| 2010 | The Five                                                                   | アディリン                   |            |
| 2010 | Adalyn                                                                     | パトリシア                   | 短編映画   |
| 2012 | Beautiful People                                                           | エリザベス                   | テレビ映画 |
| 2012 | ザ・マスター The Master                                                    | ドリス・ソルスタッド         |            |
| 2013 | RockBarnes: The Emperor in You                                             | ウェンディ                   |            |
| 2014 | Jamie Marks Is Dead                                                        | フランシス・ウィルキンソン   |            |
| 2015 | Share                                                                      | ジェナ                       | 短編映画   |
| 2016 | 母が教えてくれたこと Other People                                          | レベッカ・マルカヒー         |            |
| 2016 | Outlaws and Angels                                                         | シャーロット・ティルドン     |            |
| 2016 | In the Radiant City                                                        | ベス・ユーリー               |            |
| 2018 | クローブヒッチ・キラー The Clovehitch Killer                               | カッシ                       |            |
| 2019 | ワンス・アポン・ア・タイム・イン・ハリウッド Once Upon a Time in Hollywood | パトリシア・クレンウィンケル |            |
| 2021 | 降霊会 -血塗られた女子寮- Seance                                           | ベサニー                     |            |

### テレビシリーズ
| 年        | 日本語題 原題                                            | 役名                         | 備考                              |
| --------- | -------------------------------------------------------- | ---------------------------- | --------------------------------- |
| 2010      | ICarly iCarly                                            | レスリー                     | 第3シーズン第10話「"美少女"サム」 |
| 2010      | パワー・オブ・フォー 普通じゃない家族 No Ordinary Family | サラ・バーグ                 | 第3話「No Ordinary Ring」         |
| 2010      | NCIS 〜ネイビー犯罪捜査班 NCIS                           | クリスティン・ハスケル       | 第8シーズン第5話「国内テロ」      |
| 2011      | Miss Behave                                              | サム                         | 計6話出演                         |
| 2013-2018 | フォスター家の事情 The Fosters                           | タリヤ・バンクス             | 計15話出演                        |
| 2016      | アクエリアス 刑事サム・ホディアック Aquarius             | パトリシア・クレンウィンケル | 計10話出演                        |
| 2018      | Here and Now                                             | エマ                         | 計2話出演                         |